# Fursec

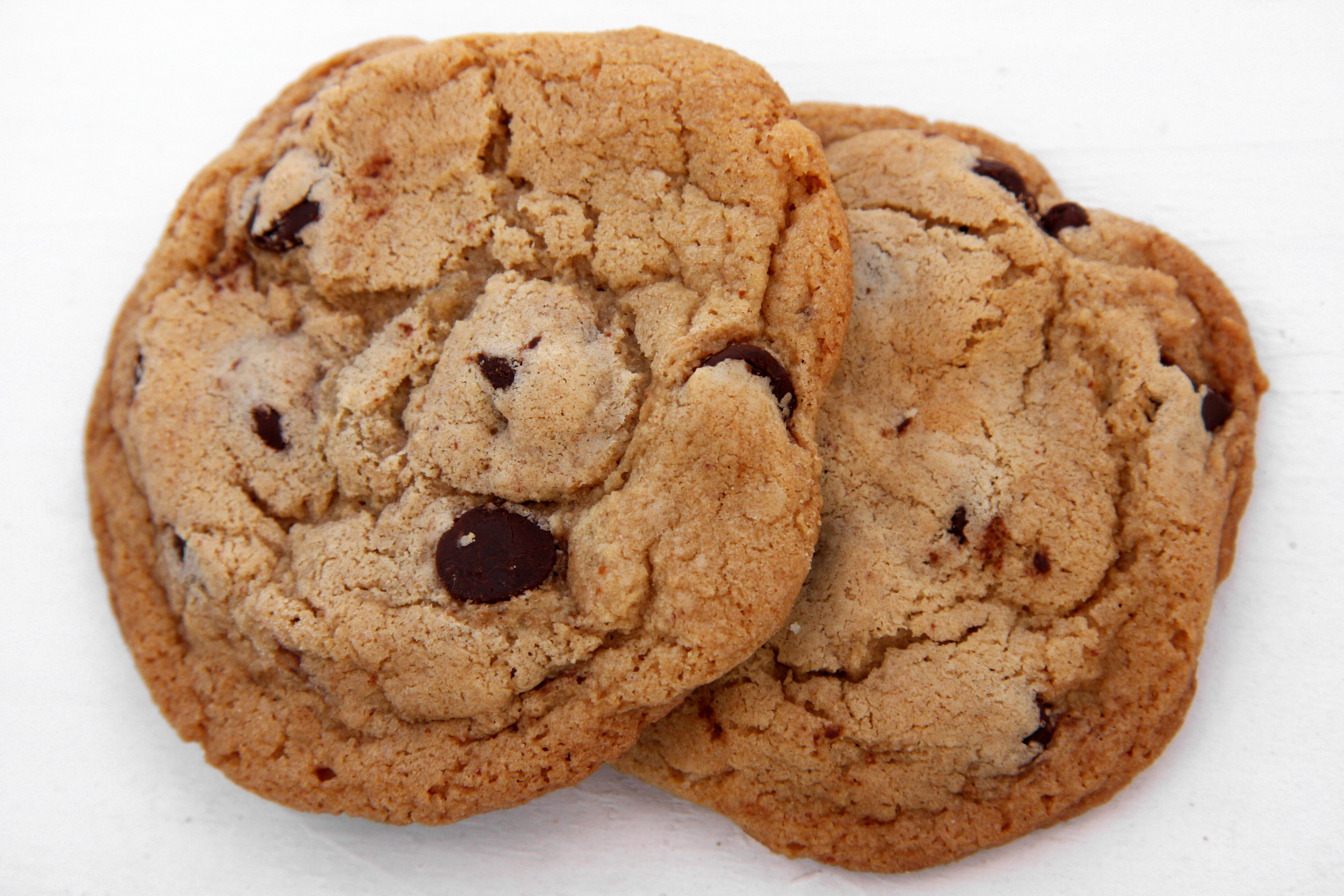
Fursec cu ciocolată

Denumirea de fursec este dată unor prăjituri mici și uscate, făcute din diferite aluaturi fragede. 